# Гасаниди
Гасанидите (на арабски: الغساسنة‎ – al-Ghasāsinah, или Banū Ghassān) са арабска царска династия начело на държавата Джабия до 636 г. в източна Палестина (днес Йордания). Стратегически съюзници на Византия.
Гасанидите постепенно ликвидират друго арабско царство, това на Салихидите, съществувало до времето на тяхното утвърждаване начело на властта на тази територия. В 529 г. император Юстиниан обявил Харис ибн Саалаба за управител на Сирия и Палестина. За местните араби – с титул на цар, а за византийците – с титул на патрикий.

## Списък на владетелите
- Джафна ибн Амр (463 – 507)
- Амр ибн Джафна (507 – 512)
- Саалаба ибн Амр (512 – 529)
- Харис ибн Саалаба (529 – 549)
- Джабала ибн Харис (549 – 559)
- Флавиус Харис ибн Джабала (559 – 559; от 529 г. патрикий на Източната Римска империя)
- Мунзир ибн Харис (569 – 582)
- Нуман ибн Харис (582 – 584)
- Джабала ибн Харис (584 – ?)
- Айхам ибн Харис
- под византийска и персийска власт (584 г. – около 629 г.)
- Джабала (629 – 636; умира в Константинопол в 642 г.)

Царството на Гасанидите е ликвидирано от Византия в 585 г., но впоследствие е възстановено в 629 г. под мюсюлманска угроза.